# 让·季洛杜
讓·季洛杜（法語：Jean Giraudoux，（18821944—）），法國小說家、劇作家與外交官，以詩意而機智的舞台對白聞名，是二十世紀法語詩劇的重要奠基者之一。他善於將古典神話與當代議題並置，透過語言的音樂性探討戰爭、愛情與人性的抉擇。

## 生平

### 早年與求學
1882年10月29日，季洛杜出生於法國上維埃納省貝拉克的公務員家庭。中學就讀拉卡納爾中學，1910年考入巴黎高等師範學院主修古典文學與德語，其間多次旅歐，拓展文化視野。

### 軍旅與外交生涯
一次大戰爆發後，他自願從軍，曾於馬恩河與達達尼爾前線負傷，並獲頒戰時榮譽軍團勳章。1916年起任職法國外交部，派駐多國，國際經驗深刻影響其日後劇作對「文明衝突」與「和解」的關注。

### 小說時期
戰後歸國的季洛杜以小說嶄露頭角，代表作《蘇珊與和平》（1921）與《西格弗里德與利穆藏》（1922）以旅行者觀點探討戰後歐洲身分認同。

### 劇作與路易·茹維
1928年結識導演兼演員路易·茹維（Louis Jouvet），對方將《西格弗里德》改編登台即獲成功。其後《安菲特里翁38》（1929）、《干預曲》（Intermezzo，1933）、《門口的老虎》（La Guerre de Troie n'aura pas lieu，1935）與《埃勒克特拉》（1937）奠定他在法語劇壇的地位。

### 政治與二戰
1930年代加入激進黨，1939年任資訊部長，主張國際合作遏止戰禍。德軍佔領期間完成諷刺資本與暴政的《沙伊奧的瘋女人》（1943年創作，1945年首演）。

### 逝世
1944年1月31日，季洛杜於巴黎辭世，葬於帕西公墓。官方死因為急性腎衰竭，亦有其他說法見諸文獻。

## 創作特色
- 語言：擅將散文式修辭移植至戲劇舞台，對白蘊含隱喻與雙關。
- 結構：重視「理念辯證」而非寫實行動，常以二元對立推進劇情。
- 題材：並置古典神話與現世，藉歷史鏡像反照當代。
- 影響：經克里斯多夫·佛萊與莫里斯·瓦倫西英譯後，重塑英語劇壇對詩劇的想像。

## 作品列表

### 戲劇
- 《安菲特里翁38》（Amphitryon 38，1929）
- 《干預曲》（Intermezzo，1933）
- 《門口的老虎》（La Guerre de Troie n'aura pas lieu，1935）
- 《埃勒克特拉》（Électre，1937）
- 《水妖》（Ondine，1939）
- 《沙伊奧的瘋女人》（La Folle de Chaillot，1943）

### 小說
- 《蘇珊與和平》（Suzanne et le Pacifique，1921）
- 《西格弗里德與利穆藏》（Siegfried et le Limousin，1922）
- 《貝拉》（Bella，1926）
- 《石榴花》（Églantine，1927）